# Delfí Geli
Delfí Geli i Roura (Salt, Gerona, España, 22 de abril de 1969) es un exfutbolista y dirigente deportivo español, actual presidente del Girona Fútbol Club desde el 9 de julio de 2015. Se desempeñaba en la posición de defensa, como carrilero derecho, y jugó, entre otros equipos, en el F. C. Barcelona, Albacete Balompié, Atlético de Madrid y Deportivo Alavés, así como la Selección de fútbol de España.
Disputó la final de la UEFA en 2001 con el Deportivo Alavés contra el Liverpool, marcando un gol en propia puerta que le daría la victoria al Liverpool a tan sólo 3 minutos de la tanda de penalties. El 9 de julio de 2015 fue nombrado nuevo presidente del Girona FC.

## Trayectoria
Debutó en Primera División el 31 de enero de 1990 en el partido que disputaron Barcelona-Oviedo que terminó con un empate a cero goles. 
Jugó en el Albacete Balompié del «queso mecánico» junto con jugadores como Zalazar, Etcheberry y Conejo. Durante su estancia en el club manchego llegó a ser internacional absoluto con la Selección Española de Fútbol. 
Fue titular en el equipo del Atlético de Madrid que consiguió el doblete (temporada 1995-96). En el partido de la Supercopa de España de 1996, en el que se enfrentaba al FC Barcelona, Geli fue objeto de un espectacular regate, denominado en el argot futbolístico como «elástica», por parte de Ronaldo en su debut con el "Barça".

## Selección nacional española
Fue internacional en cuatro ocasiones con la Selección de fútbol de España. Vicente Miera le hizo debutar con el combinado nacional el 15 de enero de 1992 en un encuentro amistoso contra Portugal.